# Троицьке (Торжоцький район)
Троицьке (рос. Троицкое) — присілок в Торжоцькому районі Тверської області Російської Федерації.
Населення становить 26 осіб. Входить до складу муніципального утворення Мошковське сільське поселення.

## Історія
Від 2005 року входить до складу муніципального утворення Мошковське сільське поселення.

## Населення
| 1859 | 1886 | 2002 | 2010 |
| ---- | ---- | ---- | ---- |
| 257  | ↗277 | ↘18  | ↗26  |